# مريم بن حسين
مريم بن حسين، هي ممثلة مذيعة شاعرة ومصممة أزياء تونسية، من مدينة المهدية. وهي الوجه الإعلاني لعلامة التجميل lella

## مسيرتها الفنية
اشتهرت في 2012م لأدائها دور ملاك في الجزء الثالث من مكتوب (مسلسل) للمخرج سامي الفهري. وفي عام 2013 أدت دور «درة» في مسلسل ليام للمخرج سامي الفهري.
شاركت في 2015 في بطولة الجزء الثاني من ناعورة الهواء (مسلسل) في دور «عالية» للمخرج مديح بلعيد إلى جانب زهيرة بن عمار، ريم الرياحي، فتحي الهداوى، وجيهة الجندوبي ورؤوف بن عمر.
مثلت في 2015 دور مدرّسة رقص يهودية تدعى «بيّة» في مسلسل حكايات تونسية للمخرجة ندى المازني حفيظ.
كما كانت بطلة رسالة مصورة من المرأة التونسية للرجل التونسي سنة 2012 للمخرجة ندى مازن حفيظ. ظهرت سنة 2016 في ومضة إشهارية فنية ثقافية وهي فكرة من إعدادها وتمثيلها دعما للسياحة التونسية واللباس التقليدي التونسي تحت عنوان «للا البية» تغزلا بتونس وبدعم من شبكة الاتصالات أوريدو.
أحيت سهرة راس السنة 2015 وسهرة المولد النبوي الشريف على قناة الوطنية واحد والوطنية اثنان وسهرة رأس السنة 2016 على قناة تونسينا. كانت لها تجربة في تقديم مهرجان كلمات سنة 2015 ومهرجان ربيع الفنون الدولي في افتتاح دورته الواحد والعشرون سنة 2016، كما إفتتحت الدورة السابعة للموضة التونسية سنة 2015 بمجموعة تصاميم تحت عنوان الربيع والفراشات.

## أعمالها الفنية

### البرامج
- 2014: برنامج Drive Time على راديو Cap FM.
- 2014: عندي ما نغنيلك على قناة الحوار التونسي.

- 2013: برنامج نجوم في القايلة على راديو Radio Kalima.
- 2012: برنامج مشوار على راديو IFM.
- 2012: برنامج تاراتاتا على قناة دبي.
- 2011: برنامج هدرة مش كي أختها على قناة TWT
- 2008-2009: برنامج صباحي بعنوان يا اللي معانا على قناة Hannibal TV
- 2000-2001: برنامج Hit Parade، أغاني وأماني، جيران القمر، وسهرة السبت على قناة تونس 7.